# Fehérbegyű pusztaityúk
A fehérbegyű pusztaityúk (Pterocles decoratus) a madarak (Aves) osztályának pusztaityúk-alakúak (Pteroclidiformes) rendjébe, ezen belül a pusztaityúkfélék (Pteroclididae) családjába tartozó faj.

## Előfordulása
Afrikában Etiópia, Kenya, Szomália, Tanzánia és Uganda területén honos.

## Alfajai
- Pterocles ellenbecki Erlanger, 1905
- Pterocles decoratus Cabanis, 1868
- Pterocles loveridgei (Friedmann, 1928)

## Megjelenése
Testhossza 33-39 centiméter.